# Amt Schenefeld
Het Amt Schenefeld is een Amt in de Duitse deelstaat Sleeswijk-Holstein. Het wordt gevormd door 23 gemeenten in de Kreis Steinburg. Het bestuur zetelt in Schenefeld.

## Deelnemende gemeenten
| - Aasbüttel - Agethorst - Besdorf - Bokelrehm - Bokhorst - Christinenthal - Gribbohm - Hadenfeld | - Holstenniendorf - Kaisborstel - Looft - Nienbüttel - Nutteln - Oldenborstel - Pöschendorf | - Puls - Reher - Schenefeld - Vaale - Vaalermoor - Wacken - Warringholz |